# Ernesto Daranas
Ernesto Daranas Serrano (nascut el 7 de desembre de 1961 a l'Havana) és un director i guionista de cinema cubà. És conegut per escriure i dirigir els llargmetratges de ficció Los dioses rotos (2008), una comèdia sobre l'amistat entre un radioaficionat cubà i un cosmonauta soviètic atrapat en l'estació orbital Mir durant la caiguda del camp socialista.

## Biografia
Neix en l'Havana el 7 de desembre de 1961. Llicenciat en Pedagogia i Geografia l'any 1983. En els anys 80 comença a treballar en la ràdio com a guionista i director de programes dramàtics i científic tècnics.
En els anys 90 incursiona per primera vegada en la televisió, on es destaca per obres com la sèrie documental de dotze capítols La Tierra más hermosa (2000, Guió i direcció). Posteriorment realitza també obres de ficció, com els telefilms Un cuento de camino (2002, Guió) i ¿La vida en rosa? (2004). Aquest últim va obtenir el Gran Premi del I Festival Nacional de Televisió de Cuba més altres sis guardons de l'esdeveniment, incloent els de Millor Direcció i Guió Original.
En 2004 va elaborar el guió i va codirigir al costat de Natasha Vázquez el documental Los últimos gaiteiros de la Habana, guanyador del Premi Internacional de Periodisme Rei d'Espanya, un dels més importants del món hispà.
El seu salt al cinema es produeix l'any 2008 amb Los dioses rotos, un fenomen de taquilla als cinemes cubans. La pel·lícula, que estableix un paral·lel entre la vida del cèlebre proxeneta cubà Alberto Yarini (1882-1910) i el món de la prostitució a l'Havana del present, va guanyar el Premi del Público en el 30è Festival del Nou Cinema Llatinoamericà de l'Havana i els Premis de la Crítica Cinematogràfica i de la Crítica Cultural cubanes.
En el 2014 es va estrenar Conducta, llargmetratge que tracta sobre la relació entre un nen d'11 anys provinent d'un entorn marginal i la seva mestra de sisè grau. En l'esfera nacional, l'èxit de taquilla i crítica de la pel·lícula va ser rotund i va generar un debat social entorn del sistema educatiu i el paper dels mestres.
Internacionalment, Conducta va collir desenes de premis en festivals de tot el món, incloent el Festival de Màlaga i el Festival de Cinema Iberoamericà de Huelva. La pel·lícula també va obtenir nominacions als premis Goya, Ariel i Platino.
El 2017 s'estrena la també multipremiada Sergio y Serguéi, que descriu les peripècies de l'amistat entre un radioaficionat cubà i un cosmonauta soviètic atrapat en la estació orbital Mir en els moments en què l'URSS es desintegra.
Els tres films de Daranas han estat candidats per Cuba als premis Oscar en la categoria de pel·lícula de parla no anglesa i tant Conducta com Sergio y Serguei van ser seleccionades entre els 100 films llatinoamericans més significatius de la dècada 2010-2019.

## Filmografia
- 2019 - Natalia (Direcció y Guió. Llargmetratge documental. RTV Comercial - Aracne Films.)
- 2017 - Sergio y Serguéi (Direcció i Guió. Llargmetratge de ficció. Mediapro - RTV Comercial - ICAIC)
- 2015 - La emboscada (Guió. Llargmetratge de ficció.)
- 2014 - Conducta (Direcció i Guió. Llargmetratge de Ficció. MINCULT - ICAIC -RTV Comercial)
- 2012 - Bluechacha (Direcció i Guió. Documental. Montuno)
- 2011 - 2, con Omara y Chucho (Direcció i Guió. Documental. Montuno)
- 2010 - Knepp (Guió adaptat. Telefilm. Cubavisión)
- 2009 - Peregrinos (Direcció i Guió. Documental. AS Video)
- 2008 - Los dioses rotos (Direcció i Guió. Llargmetratge de ficció. MINCULT - ICAIC)
- 2005 - Fillas de Galicia (Direcció i Guió. Documental, 26 min. AS Video. Codirecció Natasha Vázquez.)
- 2004 - Los últimos gaiteros de La Habana (Direcció i Guió. Documental, 26 min. AS Video. Codirecció Natasha Vázquez. Idea original de Rigoberto Senarega.)
- 2004 - ¿La Vida en Rosa? (Direcció y Guió. Telefilme, 75 min. Cubavisión.)
- 2003 - Ana y las Cotorras (Direcció i Guió. Documental, 21 min. Cubavisión. Codirecció Randol Menéndez.)
- 2003 - El hombre de Venus (Guió i Codirecció amb Charlie Medina. Telefilm. Cubavisión)
- 2003 - El otro (Guió. Telefilm. Cubavisión)
- 2002 - Un cuento de camino (Guió. Telefilm. Cubavisión)
- 2000 - La tierra más hermosa (Direcció i Guió. Serie Documental de 12 capítols. Cubavisión Internacional. Codirecció Rolando Almirante.)
- 1999 - Propietario del Alba (Guió. Serie policíaca de vuit capítols. Cubavisión)